# Plutodes discigera
Plutodes discigera là một loài bướm đêm trong họ Geometridae.